# Форвакуум
Форва́куум (нім. Vorvakuum, від vor — «спереду, перед» та лат. vacuum — «порожнеча») — попередній вакуум, одна з робочих назв технічного вакууму, при граничному залишковому тиску в межах від 1 до 10−3 мм рт. ст. (100…10−1Н/м²).
Форвакуум створюється і підтримується у вакуумній системі форвакуумними насосами на випуску високовакуумних насосів.
Форвакуумний насос — вакуумний насос попереднього розрідження, перший ступінь каскаду вакуумних насосів систем отримання високого вакууму, призначений для підтримування тиску у вихідному перерізі насоса вищого вакууму, що дає змогу останньому забезпечувати задані параметри відкачування.
В атмосфері Землі такі тиски досягаються на висотах порядку 50…80 км від поверхні планети.